# Ermias Sahle-Selassie

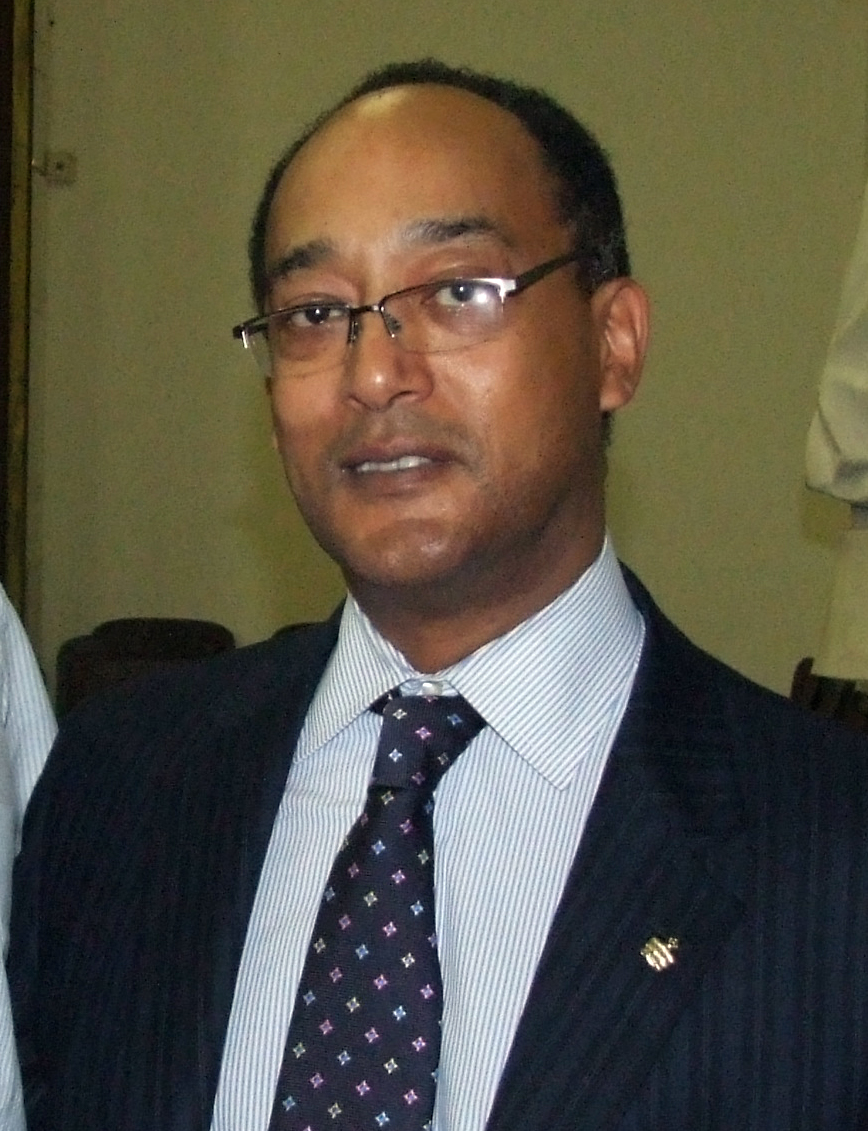
Ermias Sahle-Selassie (2009)

Prinz Ermias Sahle-Selassie Haile-Selassie (* 14. Juni 1960 in Addis Abeba) ist der Präsident des äthiopischen Kronrats (Crown Council of Ethiopia) und Enkel des Kaisers Haile Selassie.

## Leben
Prinz Ermias Sahle-Selassie wurde 1960 in der äthiopischen Hauptstadt Addis Abeba als einziger Sohn des Prinzen Sahle-Selassie Haile-Selassie und Enkel Haile Selassies geboren.
Er ging in Äthiopien und England zur Schule und studierte an der University of California (Santa Barbara) Sozialwissenschaften und Betriebswirtschaftslehre. Von 1983 bis 1985 besuchte er die Fletcher School of Law and Diplomacy.
Prinz Ermias Sahle Selassie setzt sich für die Festigung der Demokratie in Afrika ein und meldet sich innerhalb der äthiopischen Gemeinschaft der Vereinigten Staaten zu Themen, die das Horn von Afrika betreffen, immer wieder zu Wort.
Er wurde 1983 zum Vorsitzenden des äthiopischen Kron-Konzils ernannt, das sich zur Aufgabe gemacht hat, die kaiserliche Tradition wieder aufzurichten und sich für einen demokratischen Rechtsstaat Äthiopien unter einer konstitutionellen Monarchie einsetzt. Er spricht somit als Repräsentant der kaiserlichen Familie und folgt in dieser Funktion Kaiser Amha Selassie I. nach, Oberhaupt des kaiserlichen Hauses ist jedoch Zere Yacobe Selassie.
Prinz Ermias Sahle-Selassie hält regen Kontakt zum amerikanischen Kongress und europäischen Politikern, wie er z. B. bei einem Treffen im Jahr 2003 mit dem Vize-Präsidenten des ungarischen Parlamentes verdeutlichte.
Der Vorsitzende des Kron-Konzils spricht fließend Amharisch, Englisch und Deutsch. Er ist verheiratet und hat zwei Söhne (Zwillinge).